# Jean Le Clerc
Pour les articles homonymes, voir Jean Le Clerc (homonymie) et Le Clerc.
Pour les articles ayant des titres homophones, voir Jean Leclaire et Jean Leclerc.
 (janvier 2015).
Si vous disposez d'ouvrages ou d'articles de référence ou si vous connaissez des sites web de qualité traitant du thème abordé ici, merci de compléter l'article en donnant les références utiles à sa vérifiabilité et en les liant à la section « Notes et références ».
Jean Le Clerc (on écrit aussi Leclerc) (naissance et mort à Nancy août 1586 - 20 octobre 1633), et un peintre d'histoire baroque caravagesque rattaché à l'école de Lorraine. Il se met au service de la république de Venise, et, à l'occasion, est aussi ambassadeur des ducs de Lorraine.

## Famille
Jean Le Clerc est le fils cadet de Claude Leclerc de Pulligny et de Claudon Mengin de Pulligny. Il naît à Nancy au mois d’août 1586. Son père, protestant, doit quitter la Lorraine. Bien que secrétaire de la princesse de Tarente, il est persécuté du fait de ses convictions religieuses. Claudon Mengin de Pulligny reste catholique et Claude abjure. Ce dernier est mort en 1598.

Blason de La famille avant 1623
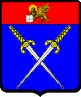
Après qu'il soit fait chevalier de Saint-Marc

## Biographie
L’Histoire de Lorraine nous dit que « le plus grand des peintres lorrains de cette époque, le Nancéien Jean Leclerc (1588-1633), s'est partagé entre sa ville natale et l'Italie ». C'est à Venise qu'il a passé presque toute son existence. La Lorraine a participé à la révolution artistique du début du XVIIe siècle et le rôle de Le Clerc, le vénitien, n’est pas des moindres.[réf. nécessaire]
Il arrive en Italie avec son frère en 1602 et y passe l'essentiel de sa carrière, à Rome de 1616 ou 1617 à 1619, puis à Venise de 1619 à 1622.
Jean Le Clerc n'est certes momentanément plus noble en 1608, mais il est encore officier vénitien et ambassadeur du duché de Lorraine, et porte l'épée au côté[réf. nécessaire].

### À Rome

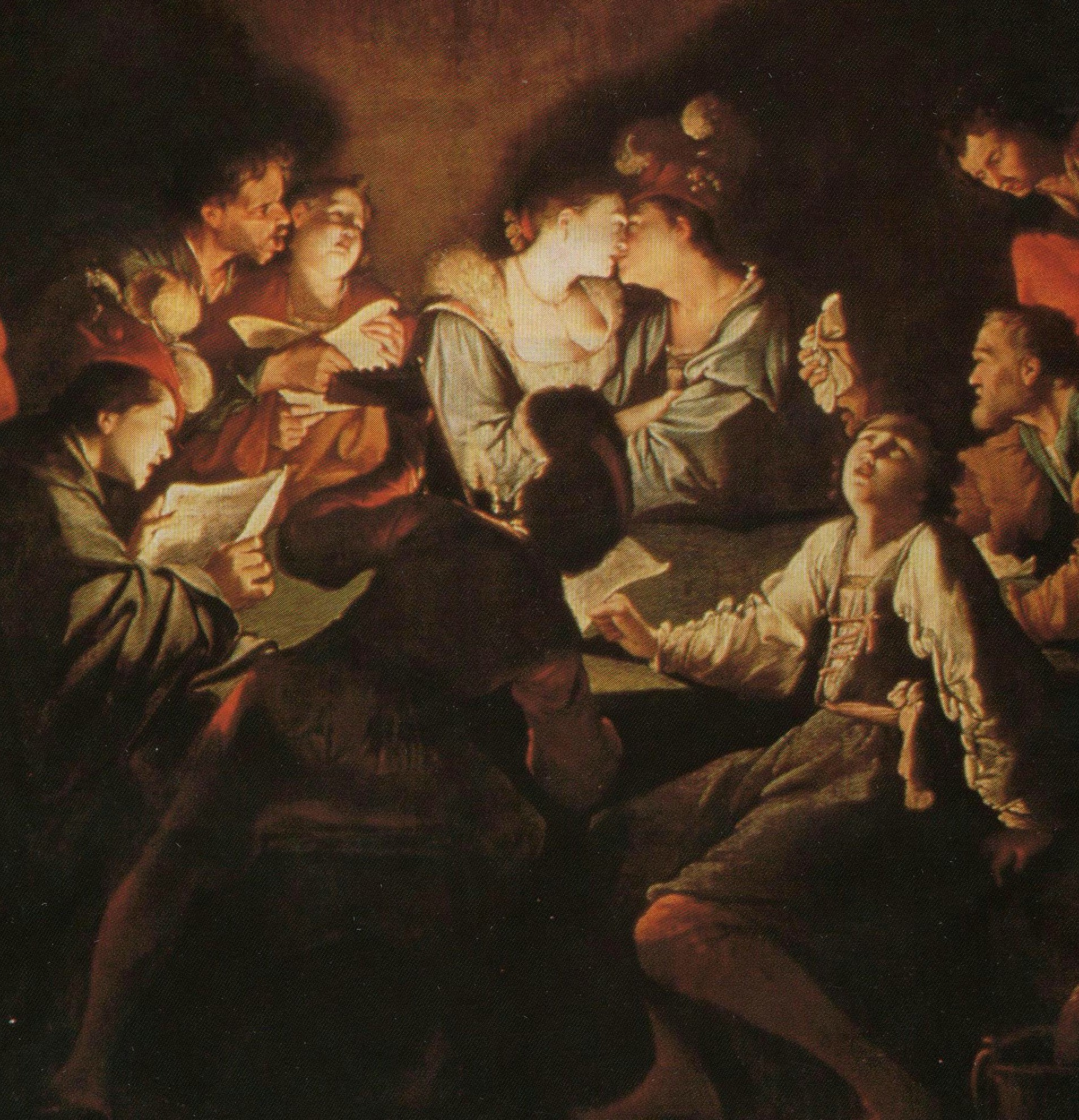
Le concert (détail)

À Rome, il évolue, comme Guy François dans le sillage de Carlo Saraceni, le plus brillant des caravagesques de Rome. Il devient son disciple et son collaborateur, l'accompagnant à Venise en 1619.
En 1617-18, il peint avec Carlo Saraceni, Le Miracle de Saint-Bernon, pour la paroisse allemande romaine de Santa Maria dell'Anima. Il réalisera par la suite une gravure de cette œuvre.[réf. nécessaire]
En 1619, la première toile connue de "Giovanni" Le Clerc est une Mort de la Vierge qu(il réalise à Rome. Dans ce tableau, il peint deux femmes que nous retrouverons dans La mort de la Vierge de Nicolas Poussin (1594-1665), peinte à Paris en 1623.
Le seul tableau qu'on puisse assigner avec quelque certitude à la période romaine de Le Clerc est Le Concert de la pinacothèque de Munich où l'artiste reprend la tradition des peintres caravagesques par les jeux de lumières, avec les visages puissamment éclairés.
Les opinions varient en ce qui concerne Le Reniement de saint Pierre (Galerie Corsini, Florence) donné tantôt à Le Clerc, tantôt à Saraceni. Cette scène de beuverie annonce sa Scène de cabaret où l’ombre s'oppose à la lumière, comme dans son Concert, conservé à Rome[réf. nécessaire].
Le Repos en Égypte est une œuvre de cette période[réf. nécessaire].

### Venise

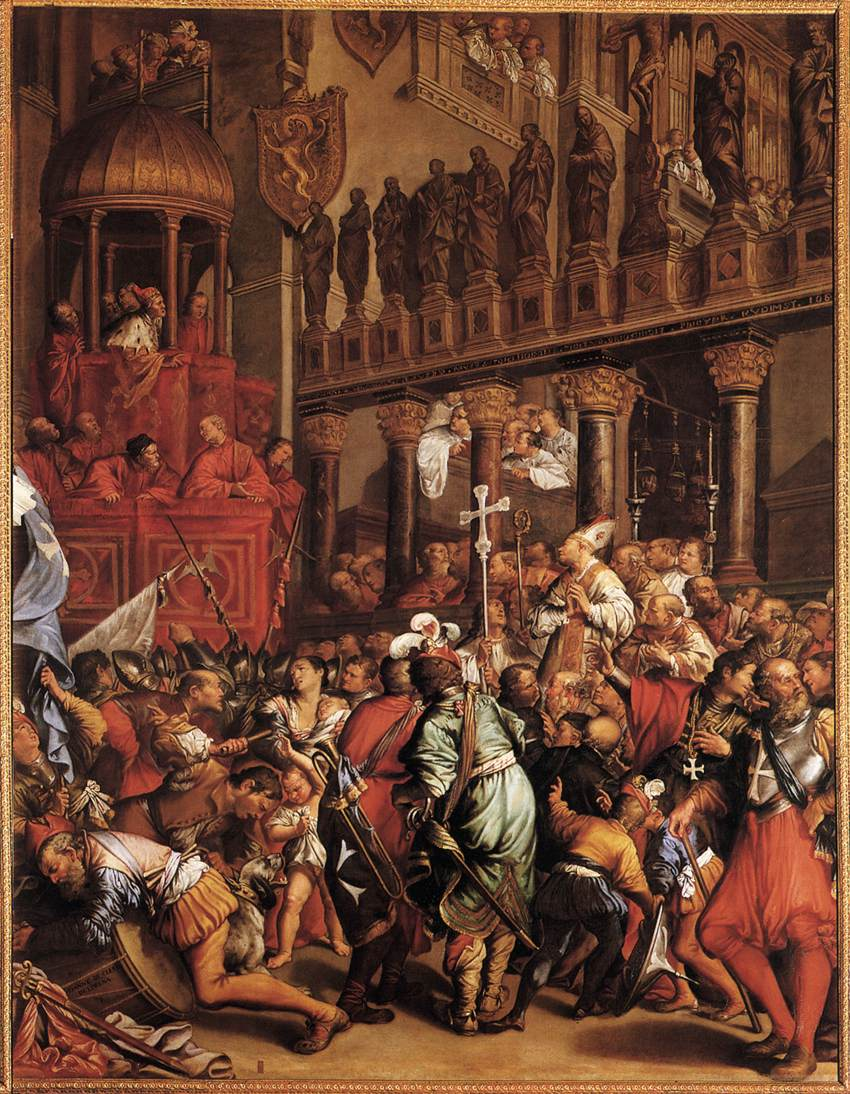
Le Doge Enrico Dandolo et les capitaines de la Croisade prêtant serment - 1621

Selon ses écrits, il va vivre vingt ans à Venise. Jean ne vient pas pour faire un apprentissage chez un peintre, il met d'abord son épée au service de la république de Venise pour combattre les Ottomans. Ils deviendront les ambassadeurs des ducs de Lorraine. Il combat dans les possessions vénitiennes du bassin oriental de la Méditerranée, pendant les guerres de la république de Venise pour défendre l’Europe ou tout au moins pendant les trêves, son frère devient un excellent musicien[réf. nécessaire].
Pendant ce temps, le duc Henri II de Lorraine chasse de ses terres leur père, confisque ses biens et le déchoit de sa noblesse. Jean et son frère ont eu la prudence de rester catholiques. À Venise, ils sont les bienvenus.
Il rencontre Carlo Saraceni (1580-1620), Charles Vénitien, mais il ne devient pas son élève. Jean Le Clerc a déjà 24 ans quand il séjourne de 1612 à 1616 dans la demeure à Rome du peintre vénitien, via di Ripetta, il est donc plutôt un compagnon d'atelier. Certes, il adopte sa manière, mais c'est surtout Caravage qui influence les deux artistes[réf. nécessaire].
Son activité est mieux connue à Venise qu'à Rome : il y achève les peintures que Saraceni, mort en 1620, n'avait pas terminées, notamment au palais ducal (Le Doge Enrico Dandolo incitant les chevaliers à la croisade). Il termine également une Annonciation à Feltre (église Santa Giustina). Le Naufrage (villa Contarini à Piazzola sul Brenta) est attribué alternativement au maître et au disciple. La facture nerveuse, les attitudes compliquées, les vêtements aux plis agités semblent confirmer la seconde hypothèse. Leurs deux manières restent, quoi qu'il en soit, très proches et leurs œuvres difficiles à distinguer. Les souvenirs des voyages et combats au Moyen-Orient de Le Clerc font que les personnages sont des captifs en costumes orientaux.
Saraceni et Le Clerc sont les maîtres du peintre vénitien Gasparo Della Vecchia (1602-1678), père de Pietro della Vecchia. Mais Carlo Saraceni décède le 16 juin 1620.
À la fin de novembre 1619, ils avaient commencé de peindre une vaste composition : Le Doge Enrico Dandolo (1123-1205) et les capitaines de la Croisade prêtant serment exposée dans la Salle du Grand Conseil du Palais des Doges[réf. incomplète]. C'est, écrira un critique d'art, « une toile magnifique, une œuvre véritablement saisissante et qui reflète la manière des meilleurs maîtres vénitiens. Le dessin est fier, d'un grand style, la couleur est splendide et l'ensemble n'est pas trop inférieur aux immortels chefs-d'œuvre des Véronèse, Tintoret, Palma et autres maîtres au milieu desquels elle est placée. ». En 1621, Jean Le Clerc poursuit ce travail et le signe. En récompense, il est fait chevalier de Saint-Marc.
Jean Le Clerc s'est essayé aussi avec succès à la gravure.

### Le peintre de François de Lorraine

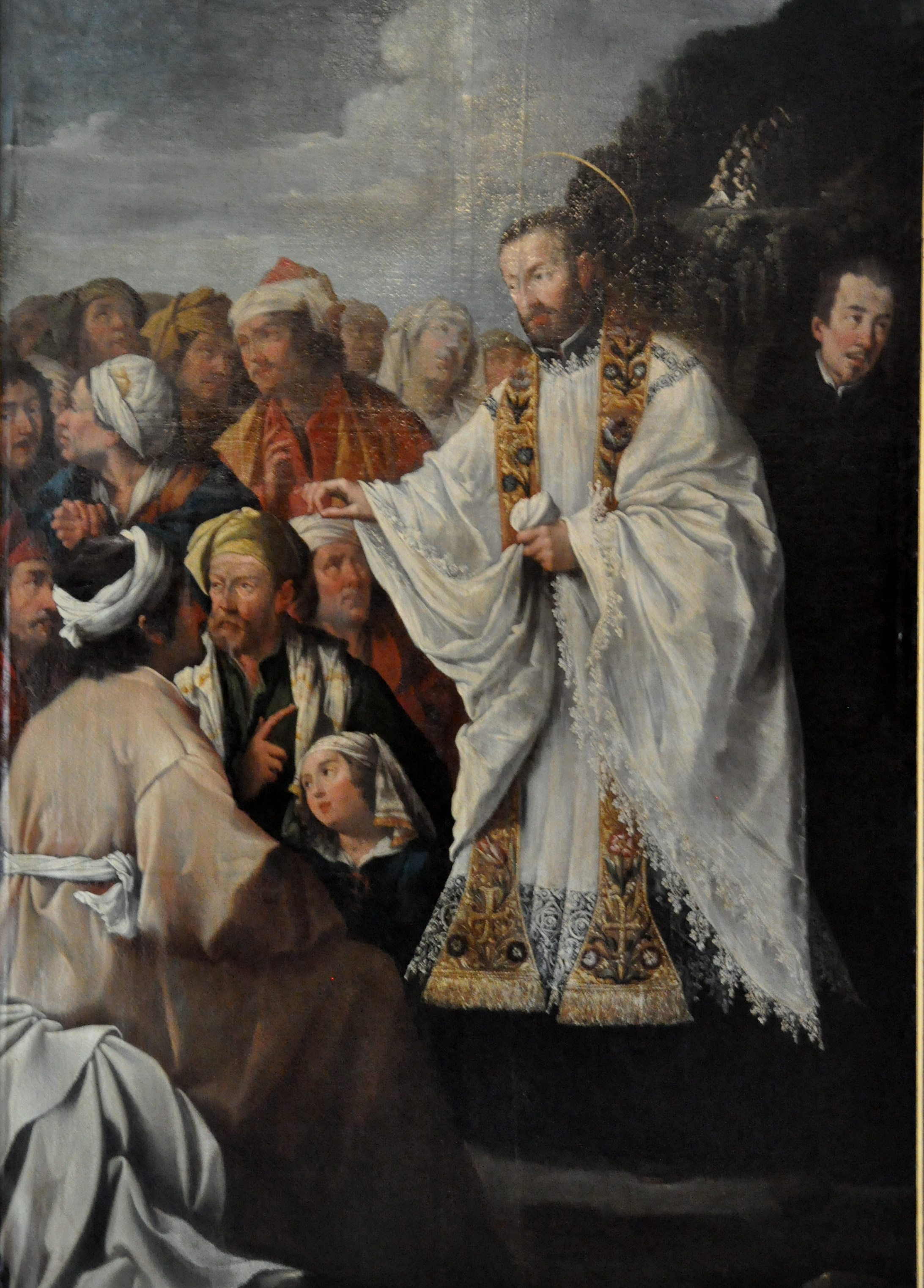
Saint François Xavier donnant le baptême aux indiens

En 1622, Le Clerc quitte la république de Venise et revient à Nancy, au tout début de l'année, en compagnie de son frère Alexandre. Ils reviennent en même temps que Jacques Callot qui a leur âge, va être anobli et mourir la même année que Jean Le Clerc.[réf. nécessaire]
Il touche une rente comme ambassadeur dès le 26 avril 1622, et devient le peintre officiel des ducs, Henri II (1608-1624), Nicole Ire (1624/1625), François II (1625), puis Charles IV (1625-1675). Il est anobli ou plus exactement confirmé dans sa noblesse par Henri II. Cette noblesse attribuée aussi à son frère est héréditaire, mais les terres de sa famille ne lui sont pas rendues.[réf. nécessaire]
Davantage que pour les ducs de Lorraine, il travaillera pour François de Lorraine et pour l'Église.
Si ce retour en Lorraine marque un tournant, son travail n'est pas plus connu. La chronologie des œuvres lorraines reste très incertaine et repose sur une série d'hypothèses. Le martyre de Saint-Laurent qui vient de la Chartreuse de Bosserville, tableau attribué à Paul Véronèse, est en fait une œuvre de Jean Le Clerc rendant hommage à ce peintre[réf. nécessaire].
En 1625, son protecteur, François de Lorraine, comte de Vaudémont, oncle (et beau-père) de la jeune duchesse Nicole Ire, revendique le duché. Les états Généraux de Lorraine estiment sa requête légitime et il devient le duc François II de Lorraine le 21 novembre 1625. Cinq jours plus tard, il abdique en faveur de son fils (et époux de Nicole), qui devient le duc Charles IV de Lorraine en lieu et place de son épouse. Il se consacre ensuite à la gestion de ses comtés de Vaudémont et de Salins.
François II ne redonne pas ses terres à Le Clerc, mais lui commande plusieurs tableaux. Le peintre réalisera le décor de la chapelle du château de Viviers, disparu au XIXe siècle, et un nombre assez important de tableaux.[réf. nécessaire]
En 1629, les portraits exécutés par Jean Le Clerc, payés par la Recette générale des finances du duc François, sont envoyés de Lorraine en Italie.

### Une peinture nouvelle

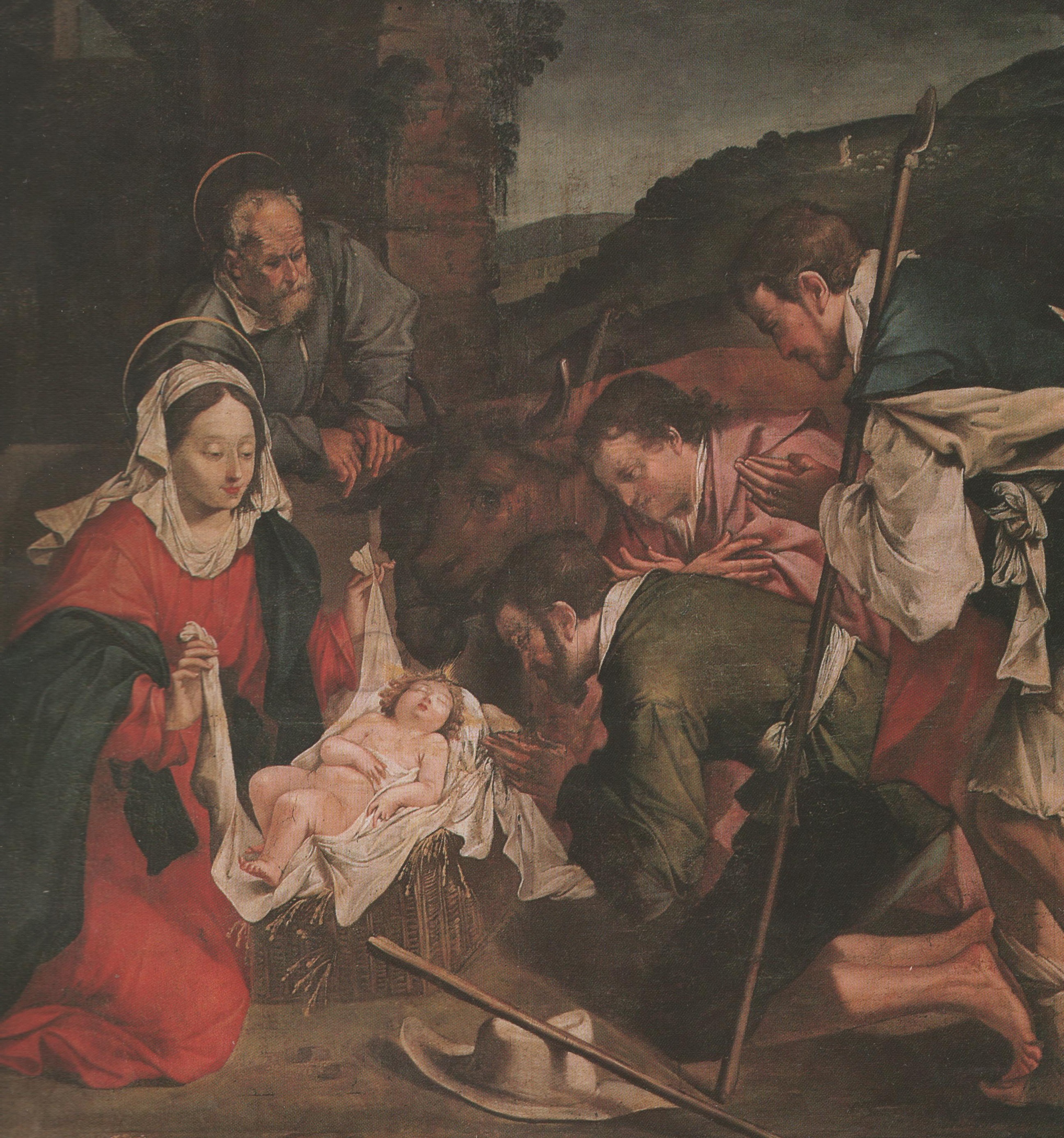
L’Adoration des bergers - avant 1633

Ce peintre vénitien introduit en Lorraine une peinture nouvelle, marquée par les recherches luministes des peintres établis à Rome et influencés par l'art de Michelangelo Merisi, dit Le Caravage (1571-1610). L'artiste reprend à Nancy la technique du clair-obscur. Mais, il se libère du caravagisme le plus véhément, en introduisant une sensualité intimiste.[réf. nécessaire]
Le Clerc entretient des liens avec Georges de La Tour (1593-1652) et les artistes lorrains. Les affinités ne manquent pas entre ses œuvres et celles de La Tour. C'est sans doute grâce aux œuvres de Le Clerc que La Tour prend connaissance des techniques de clair-obscur. Il est aussi un rival. En 1620, Georges de La Tour décide de s'installer à Lunéville, berceau de la famille de sa femme, parce qu'il sait que le marché nancéien, dominé par Jacques Bellange, jusqu'à sa mort en 1616, mais bientôt investi par Claude Deruet et Jean Le clerc revenus d'Italie respectivement en 1619 et avant 1622, lui est en grande partie fermé. Georges de La Tour n’est pas le peintre des ducs et il n'est pas non plus anobli.[réf. nécessaire]
Le Souper galant (sanguine et lavis brun),, comme Le Concert nocturne, fait penser aux œuvres de l'école d’Utrecht. Ce curieux dessin pourrait représenter un épisode de l'histoire du Fils prodigue, ce dernier dissipant son bien auprès d'une courtisane. Le thème évoque également les banquets caravagesques.[réf. nécessaire] La feuille de Rennes présente des affinités avec une estampe de Le Clerc, Le Concert nocturne. Le Concert nocturne parfois considéré comme son œuvre la plus célèbre, est exposé à la pinacothèque de Munich.
Le Concert nocturne inspire en 1630 à Georges de La Tour Le paiement des droits.[réf. nécessaire]

### Des sujets religieux
Jean Le Clerc est un homme très pieux. Il est membre de la Congrégation des hommes, dont font partie : François II de Lorraine, Charles IV de Lorraine, le marquis et peu de personnes jugées qualifiées.[réf. nécessaire]

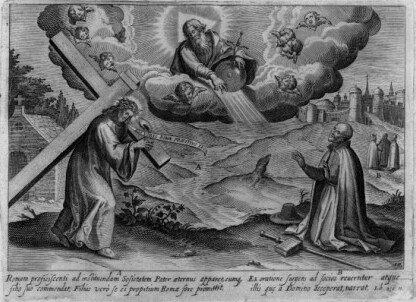
L'une des gravures sur la vie de saint Ignace de Loyola de Jean Leclerc (1612)

Dans ses œuvres, esprit de croisade, esprit missionnaire, esprit de pèlerinage convergent souvent.
Grâce à son grand-oncle, Gilles de Trèves, doyen de la collégiale Saint-Maxe, Jean Le Clerc devient le peintre des jésuites lorrains. Les tableaux du maître-autel de l'église des jésuites sont certainement de lui.[réf. nécessaire] Le 11 février 1632, le recteur du Collège des jésuites, Jean Bonnet, lui commande un tableau de neuf pieds de hauteur et sept pieds de longueur représentant La prédiction de saint François Xavier. Nous sommes, à la fin de sa vie, et Jean Le Clerc se remémore ses voyages et ses combats. Même s'il s'agit de l'action missionnaire aux Indes orientales, ce sont des moyen-orientaux qu'il peint, comme dans Têtes d'hommes enturbannés.
Jean Le Clerc est également très proche des scientifiques de son temps. Son Reniement de saint Pierre est la magistrale application de complexes problèmes de perspective dans une architecture éclairée par plusieurs sources de lumière. Il adopte des préparations brunes, pratique nouvelle, mais très fréquente en Italie.[réf. nécessaire]
Le Martyre de saint Sébastien (1631, église Saint-Sébastien de Nancy), La Prédication de saint François Xavier, à Saint-Nicolas (1632), L'Extase de saint François, à Bouxière-aux-Dames, contribuent à diffuser en Lorraine une forme de caravagisme issue de Saraceni mais qui ne saurait expliquer, comme on l'avait avancé, celui de Georges de La Tour.
En 1633, dans sa dernière toile, L'Adoration des Bergers, pour l'église Saint-Nicolas de Nancy, l'influence de l'école caravagesque et de Saraceni est évidente. Rémond Constant finit certainement cette œuvre, car se voyant mourir, Jean Le Clerc lui cède en octobre 1633 deux contrats signés avec les carmélites de Chaumont, qui lui ont commandé seize peintures de l'Apocalypse.
Le Christ et saint Pierre, de l'église Saint-Nicolas à Nancy et Le Festin d'Hérode, à Chaumont, église Saint-Jean-Baptiste, sont attribués à Jean Le Clerc.

### Un maître

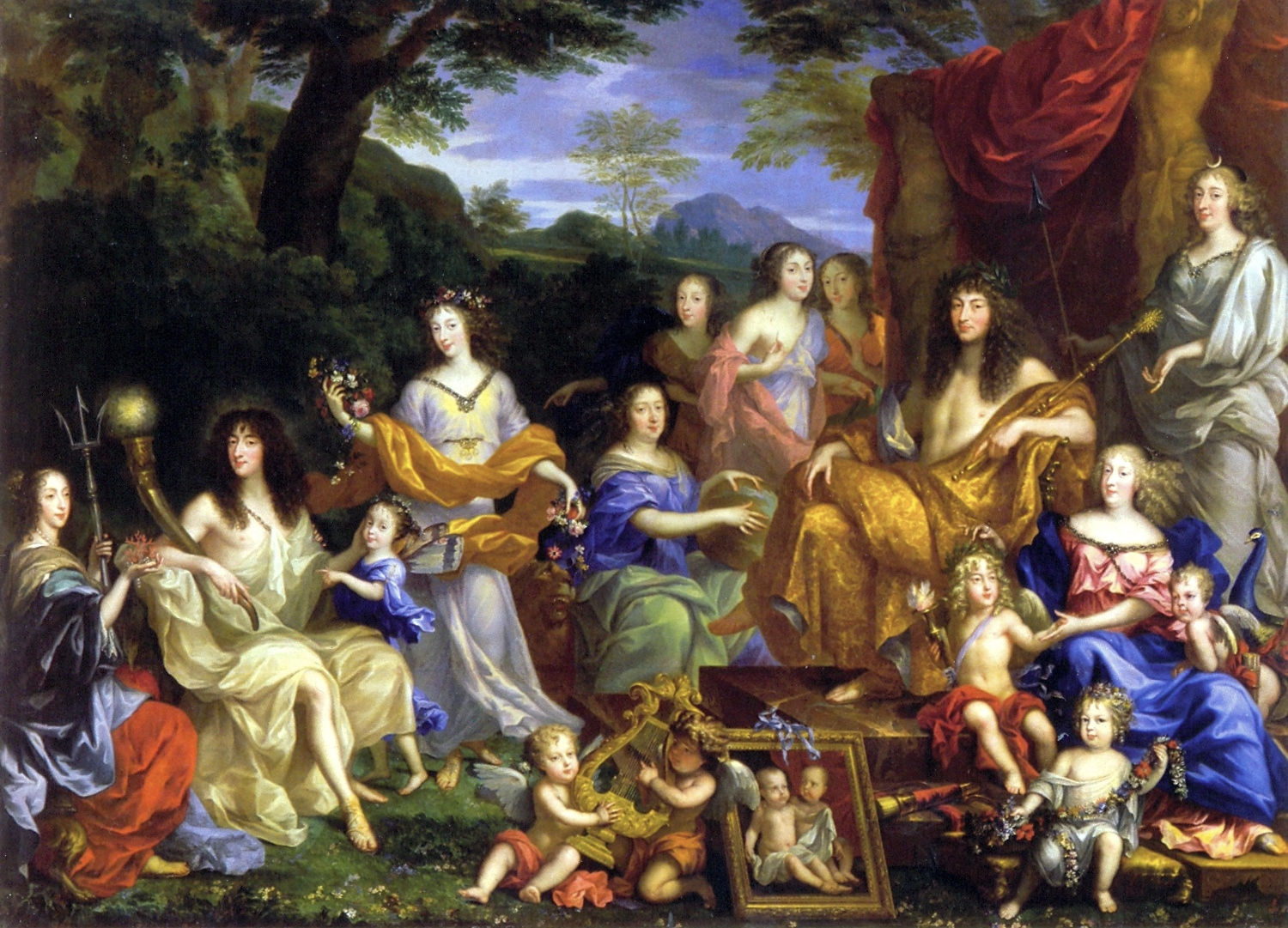
Un tableau de son élève Jean Nocret (1612-1672)

En 1628, Jean Le Clerc prend aussi comme apprenti François Vernier, filleul du duc François, pour une durée de deux ans et moyennant 400 francs. Outre Rémond Constant, il est le maître de plusieurs peintres parmi lesquels Jean Tassel (1608-1667).[réf. nécessaire]

### Ses mariages, sa fortune et sa mort
Jean Le Clerc s'est marié après son retour en Lorraine, en 1622, avec Antoinette des Pilliers, fille de Thierry II et d'Anne de Giraucourt. Devenu veuf, il se remarie le 14 janvier 1629 avec Marguerite Navel, dont le père, Geoffroy, est concierge de l'hôtel de Salm en 1614, puis munitionnaire.
Il devient hydropique et meurt cinq ans plus tard, le 20 octobre 1633, à Nancy âgé de seulement 46 ans, et un an après son protecteur, François II de Vaudémont. Il est inhumé aux Cordeliers aux côtés de sa première femme.
Il laisse plusieurs enfants mineurs.

## Après sa mort
Le fils de Jean Le Clerc et d’Antoinette des Pilliers, Jean II Le Clerc, est encore un enfant à la mort de son père. Il sera, en 1665, capitaine au régiment du général de Mercy et participera entre autres à la bataille de Vienne, en 1683.[réf. nécessaire]

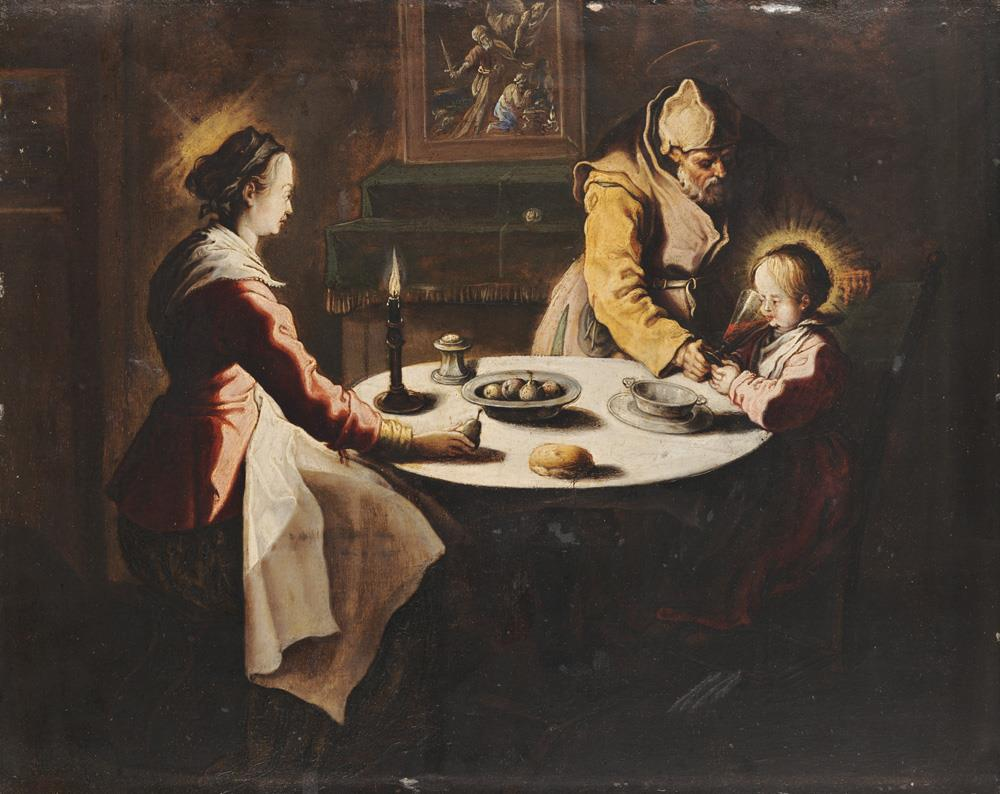
Le Bénédicité

Nancy ne possède que deux tableaux de Jean Le Clerc. Dom Calmet, Lionnois et Lepage nous en donne la liste[réf. nécessaire] :
- Saint Pierre,
- Saint Paul[23],
- Saint François Xavier, exécuté le 11 février 1632,
- La Sainte Vierge,
- La nativité de Jésus-Christ[24],
- Sainte Pélagie,
- La Madeleine,
- Saint Ignace,
- Saint Jean l'évangéliste[25],
- Saint Sébastien[26],
- Crucifix[27],
- Saint Félix[28],
- L'adoration des bergers[29] (musée de Langres),
- Deux tableaux représentant des anges[30],
- Un tableau dans un des parloirs[31],
- Saint Antoine de Padoue[32].
- Saint François Xavier prêchant aux Indiens est exposé à Nancy, au Musée historique lorrain. Une autre adoration des bergersest dans l'église Saint-Nicolas de Nancy.

Pendant la Révolution, un grand nombre des églises sont détruites ou vendues ce qui entraîne la perte ou la dispersion de la plus grande partie de l'œuvre lorrain de Le Clerc.
Les peintures de Jean Le Clerc deviendront de ce fait très rares, et se vendront jusqu'à un million de dollars, comme pour son Adoration des Bergers[réf. nécessaire]. Le Palais des Doges de Venise conserve encore son chef-d'œuvre, Le Doge Enrico Dandolo et les capitaines de la Croisade prêtant serment. Plusieurs de ses œuvres sont aux États-Unis, dont :
- Scène de cabaret, Washington, Osuna Gallery.
- La résurrection de Lazare, huile sur toile, 85,9 × 128 cm, Paris, musée du Louvre[17], acquis en 2011 (faisait autrefois partie d'une collection new-yorkaise).
- L'extase de saint François d'Assise est en l'église paroissiale de Bouxières-aux-Dames.
- Le banquet d'Hérode est à la collégiale de Chaumont.
- Têtes d'hommes enturbannés, l'une de ses gravures, est au musée du Louvre.

### Postérité
Le Clerc sera classé parmi les peintres baroques. Il est considéré comme lorrain par les critiques français, et flamand pour les Anglo-saxons. Toutefois, les Italiens l'appellent Giovanni di Chere ou Giovanni Le Clerc. Selon Adriana Augusti : À Venise, Carlo Saraceni et Jean Le Clerc sont des peintres caravagesques.[réf. nécessaire]